# ماركوس تيرينتيوس فارو

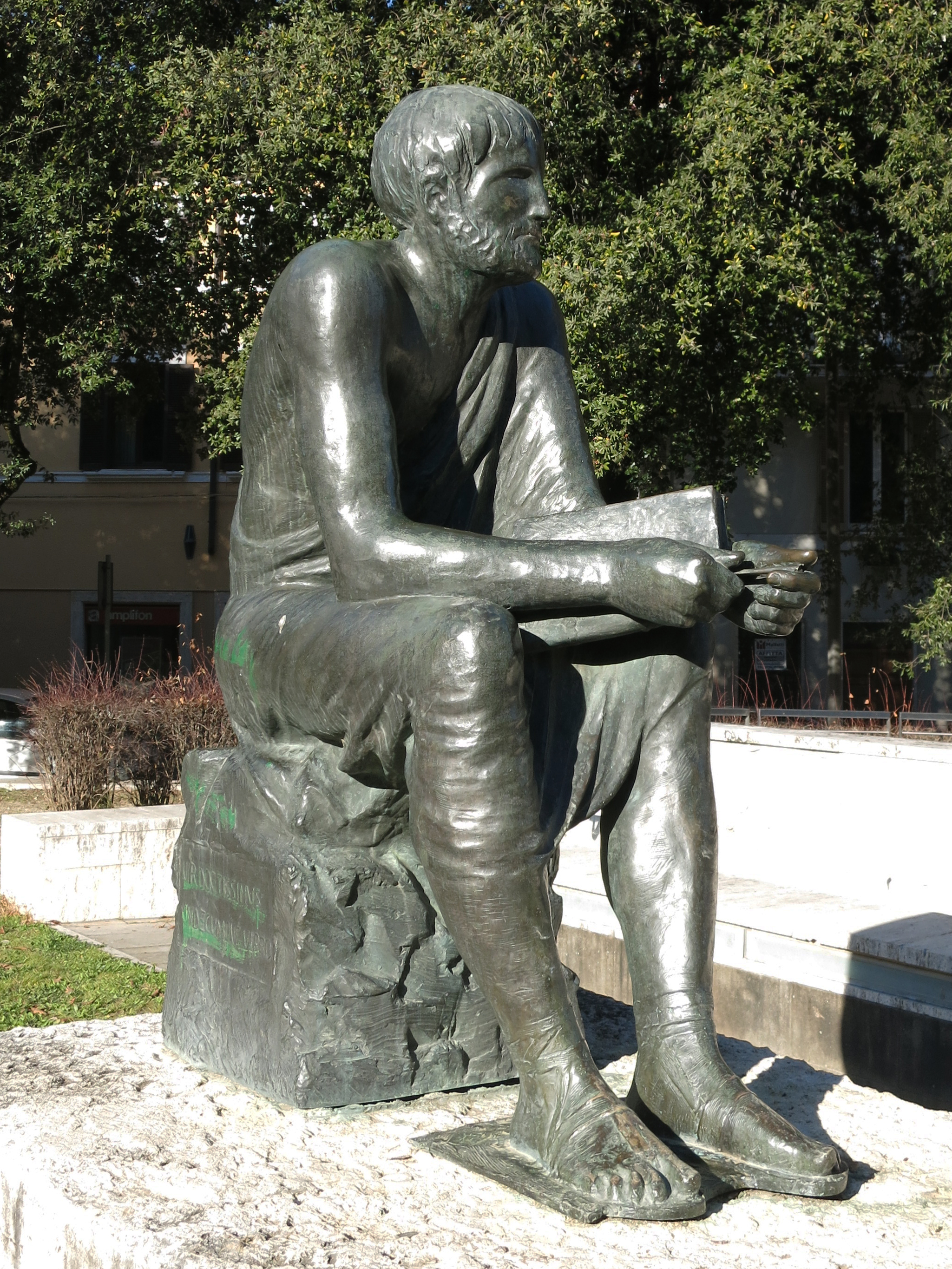
تمثال يمثل ماركوس تيرينتيوس فارو في رييتي

ماركوس تيرينتيوس فارو (باللاتينية: Marcus Terentius Varro) هو كاتب روماني ولد في سنة 116 ق م، عرف أيضاً باسم فارو ريتينوس تمييزاً له عن الشاعر فارو أتاسينوس، ولد فارو لعائلة من طبقة إكوايتس الفرسان، بدأ حياته كقائد في الجيش الروماني في بومبي، أصبح بعد ذلك موالياً ليوليوس قيصر وخدم معه كقائد عسكري خلال الحرب الأهلية الرومانية، بعد ذلك خدم مع أغسطس قيصر أيضاً في حملته ضد ماركوس أنطونيوس، أصبح بعدها محبوب من قبل الإمبراطور أغسطس فخدم في الحماية الخاصة به وأصبح كاتبه الشخصي، أكمل فارو تعليمه من لوسيوس إيليوس ستيلو برايكونيسوس في أثينا وألف أكثر من 74 عمل باللغة اللاتينية، أشهر أعماله هو كتاب Nine Books of Disciplines حيث كتب عن مختلف المواضيع من القواعد والبلاغة والمنطق والجغرافية والفلك والتنجيم والموسيقى والطب والنحت والفنون، وقد توفي فارو في سنة 27 ق م.

## روابط خارجية
- ماركوس تيرينتيوس فارو على موقع الموسوعة البريطانية (الإنجليزية)